# Alexander Dreyschock
Alexander Dreyschock (16. října 1818 Žáky – 1. dubna 1869 Benátky) byl český klavírista a hudební skladatel.

## Život

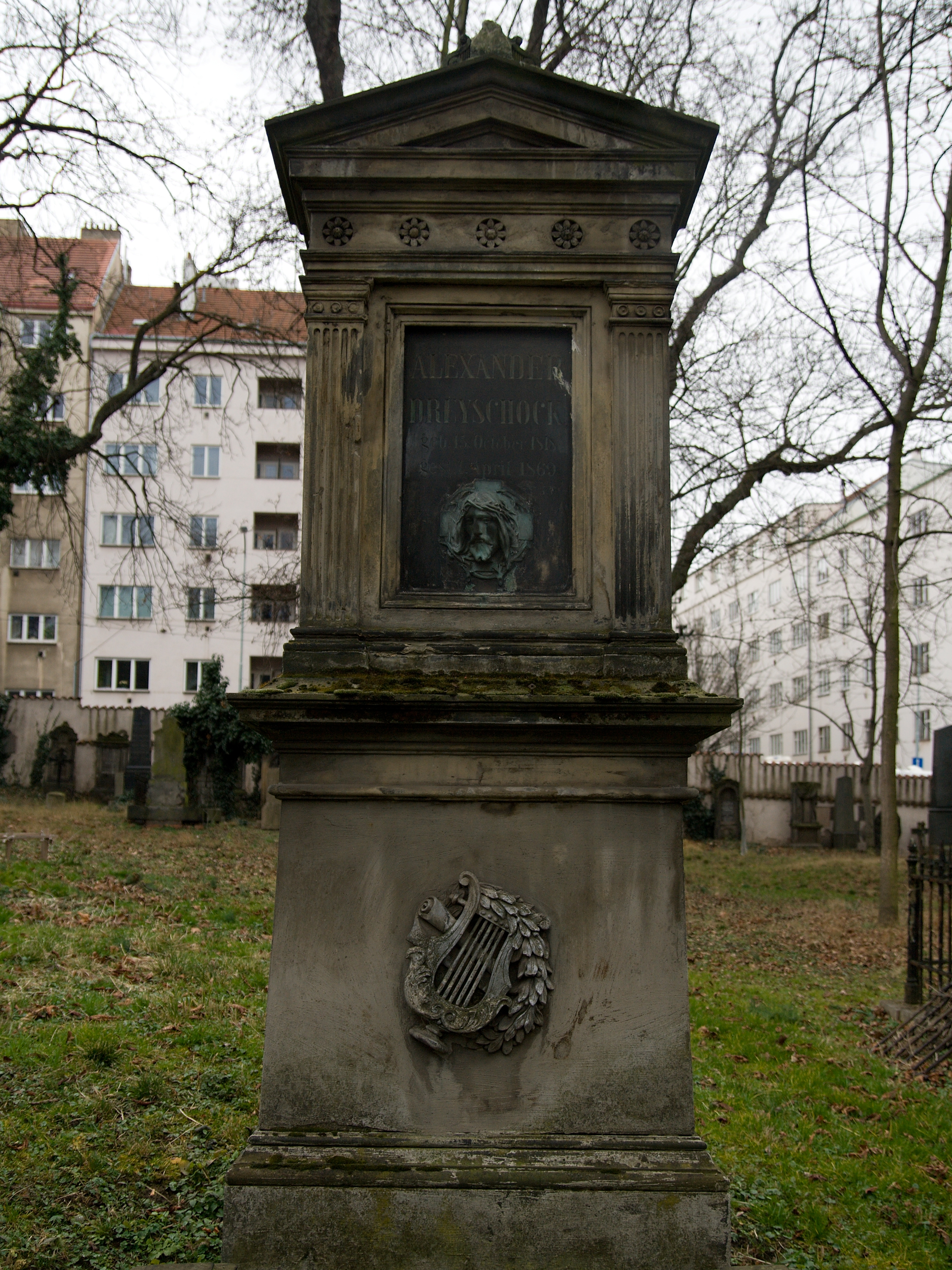
Hrob Alexandera Dreyschocka na Olšanských hřbitovech

### Mládí
Hudební vzdělání získal u Václava Jana Tomáška a stal proslulým klavírním virtuosem. Koncertoval po celé Evropě. Vynikal zejména neuvěřitelnou technikou levé ruky.

### Hudebník
Na čas zakotvil v Rusku, kde se stal profesorem petrohradské konzervatoře, ředitelem dramatické hudební školy a carským dvorním klavíristou.
Udržoval však stálé kontakty s českým prostředím. Často vystupoval v Praze a účinkoval na koncertech slovanských besed ve Vídni. Zasloužil se i o to, že se Bedřich Smetana stal ředitelem Společnosti pro klasickou hudbu v Göteborgu. Mezi jeho žáky patřil Vilém Blodek či polský skladatel a klavírista Władysław Żeleński.

### Úmrtí
V Petrohradě onemocněl, a tak v roce 1868 odcestoval do Itálie. Doufal v příznivý účinek středomořského klimatu. Za necelý rok však zemřel v Benátkách na tuberkulózu. Na přání rodiny byl pohřben v Praze na Olšanských hřbitovech.

## Dílo

### Klavír
- 8 Exercises de Bravoure en Forme de Valse, op. 1
- 3 Andante & 4 Impromptus caractéristiques, op. 3
- Souvenir, op. 4
- Polonaise pro čtyřruční klavír, op. 5
- 3 Thèmes variés, op. 6
- Andante cantabile, op. 7
- Souvenir d'Amitié op. 8
- Scène romantique, op. 9
- La Campanella, op. 10
- Variations sur un Thème original, op. 11
- Rondo militaire #1, op. 13
- Mazurka, op. 14
- Les Adieux de Varsovie, op. 15
- Nocturne, op. 16/1
- Bluette, op. 16/2
- l'Absence, op. 17
- Les Regrets, op. 18
- Scherzo, op. 19
- Rondo militaire #2, op. 20
- Impromptu, op. 21
- Variace pro levou ruku, op. 22
- Andante inquietoso, op. 23
- Le Ruisseau, op. 24
- La Coupe - Chanson à Boire, op. 25
- Le Vallon – Idylle, op. 26
- Nocturne, op. 28
- Sonáta d-moll, op. 30
- Fantaisie, op. 31
- Rondo Brillant, op. 32
- Impromptu, op. 33
- Souvenir de Pest, op. 34
- Preludio e Fuga, op. 35
- Nocturne, op. 36
- 4 Rhapsodie, op. 37–40
- Souvenir de Berlin, op. 41
- Pastorella, op. 42
- Scherzo, op. 43
- Capriccio, op. 44
- Morceau caractéristique, op. 45
- Rhapsodie, op. 46
- Andantino, op. 47
- Napolitana – Canzonetta, op. 48
- Romance en Forme d'Etude, op. 49
- Andantino con Variazione, op. 51
- La Gaîté - Morceau caractéristique, op. 52
- Bluette, op. 53
- Nocturne, op. 54
- Fantaisie, op. 55
- Fantaisie, op. 56
- Allegro spirituoso, op. 57
- Impromptu, op. 58
- La Gentillesse – Rondoletto, op. 59
- Le jeune Guerrier, op. 60
- Scène champêtre #1, op. 61
- Le Voyageur – Nocturne, op. 62
- Romance sans Paroles, op. 63
- Mazurka, op. 64
- Scène champêtre #2, op. 65
- La Résolution, op. 67
- Le Naufrage, op. 68
- Le Festin de Noces Vénitiens, op. 69
- La Sirène, op. 70
- Nocturne, op. 71
- Ballada, op. 72
- Invitation à la polka, op. 73
- La Fête innocente, op. 74
- La Source (Souvenir de Teplitz), op. 75
- Morceau Pathétique, op. 76
- La Rêverie, op. 81
- Souvenir d'Irlande, op. 82
- 2 Impromptus, op. 83
- Le Chant du Combat, op. 84
- La Mélancolie, op. 85
- Grand Caprice de Concert #1, op. 86
- Élégie, op. 87
- Grande Caprice de Concert #2, op. 88
- 3 Scènes de Chasse, op. 89
- Fleurs de Bois, op. 90
- Impromptu en forme d’une Mazurka, op. 91
- Soirée d’Hiver, op. 92
- Invitation à la Mazurka, op. 94
- Hommage à Vienne – Nocturne, op. 95
- La Fontaine, op. 96
- Le Contraste, op. 97
- Rhapsodie, op. 98/
- Piano Pieces, op. 98/2
- Impromptu, op. 100
- Nocturne, op. 102
- Morceau caractéristique, op. 103
- Ballade, op. 104
- Souvenir de Copenhague, op. 106
- Scherzo, op. 107
- Styrienne original, op. 108
- 3 Mazurkas, op. 109
- Élégie, op. 110
- Le Rêve – Spinnerlied, op. 111
- Rastlose Liebe, op. 112
- Aus der Ferne, op. 114
- 2 Romances, op. 115
- Impromptu, op. 116
- Grande Fantaisie, op. 117
- Pensée fugitive, op. 118
- Allegro appassionato, op. 119
- Une Suite de 3 Nocturnes, op. 120
- Schlummerlied, op. 121
- Fantaisie Mazurka, op. 124
- La Mélancolie et Inspiration, op. 125
- Paraphrase sur des Motifs de l'Opéra Halka, op. 126
- Souvenir de Norderney, op. 127
- Spinnerlied, op. 128
- Grande Variation on God Save the Queen for the left hand alone, op. 129
- Das Elfenleben, op. 130
- 3 Piano Pieces, op. 131
- Sur l'Eau et dans la Forêt - 2 Piano Pieces, op. 132
- Romance from Schubert's Die Verschworenen, op. 133
- Bluette Ein Abend an der Alster, op. 135
- La Babillarde, op. 136
- Élégie, op. 138
- Nocturne, op. 139
- Chanson sans Paroles, op. 140
- 3 Piano Pieces, op. 141
- Six Piano Pieces, op. 142
- L'Adieu – Impromptu, op. 143
- Le Trémolo

### Komorní hudba
- 2 Morceaux pro housle a klavír, op. 79
- Smyčcový kvartet, op. 105

### Orchestrální skladby
- Große Fantasie pro klavír a orchestr, op. 12
- Konzertstück c-moll pro klavír a orchestr, op. 27
- L’inquietude pro klavír a orchestr, op. 29
- Overture pro orchestr, op. 50
- Koncert pro klavír a orchestr d-moll, op. 137

### Vokální hudba
- Florette oder Die erste Liebe Heinrichs des IV (opera)
- Psalmen des Friedens, op. 123 (?)
- Elle manque à ma Felicité, op. 122 (?)
- Drei Lieder